# Kisumu
Kisumu er en by i den vestlige del af Kenya med et indbyggertal på cirka 409.928 (2009) indbyggere. Byen er hovedstad i regionen Nyanza og er, med sin beliggenhed ved Victoriasøen, en af landets vigtigste havnebyer.